# Universidad de Columbia Británica
La Universidad de Columbia Británica (en inglés: University of British Columbia; en sus siglas: UBC) es una universidad pública canadiense cuyo campus principal se encuentra en West Point Grey, inmediatamente al oeste de Vancouver, Columbia Británica. Cuenta además con tres campus más pequeños dentro de la ciudad de Vancouver y uno en la ciudad de Kelowna, el cual es conocido como Universidad de la Columbia Británica Okanagan (UBCO).
La UBC, situada a más o menos 30 minutos del centro de Vancouver, se ha ganado una excelente reputación internacional en cuanto a investigación avanzada y como centro de estudios. Durante el año académico de 2013-2014, UBC tenía una población de 10 181 estudiantes internacionales de 149 diferentes países. Generalmente, la UBC se considera dentro de las mejores 40 Universidades del mundo y se considera una de las mejores de Canadá.
En el 2008 la institución Academic Ranking of World Universities nombró a la UBC la segunda mejor Universidad en todo Canadá y la número 35 en todo el mundo. En el 2006, la revista Newsweek nombró a la UBC la segunda mejor Universidad en todo Canadá y la número 27 en todo el mundo. Sin embargo, según el QS World University Ranking, la UBC ha mudado a número 43 en el mundo a partir de 2015.

## Historia

### Fundación y primeros años

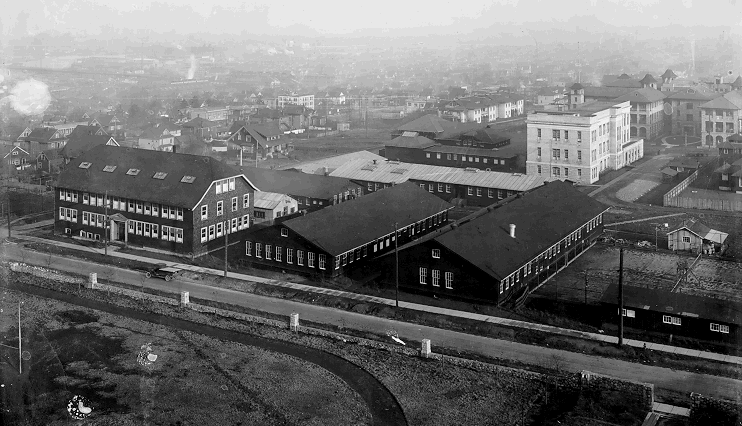
Vista del campus Fairview de la UBC desde el tejado del King Edward High School (c. 1917) (Vancouver, Columbia Británica) (foto de Canadian Photo Co.).

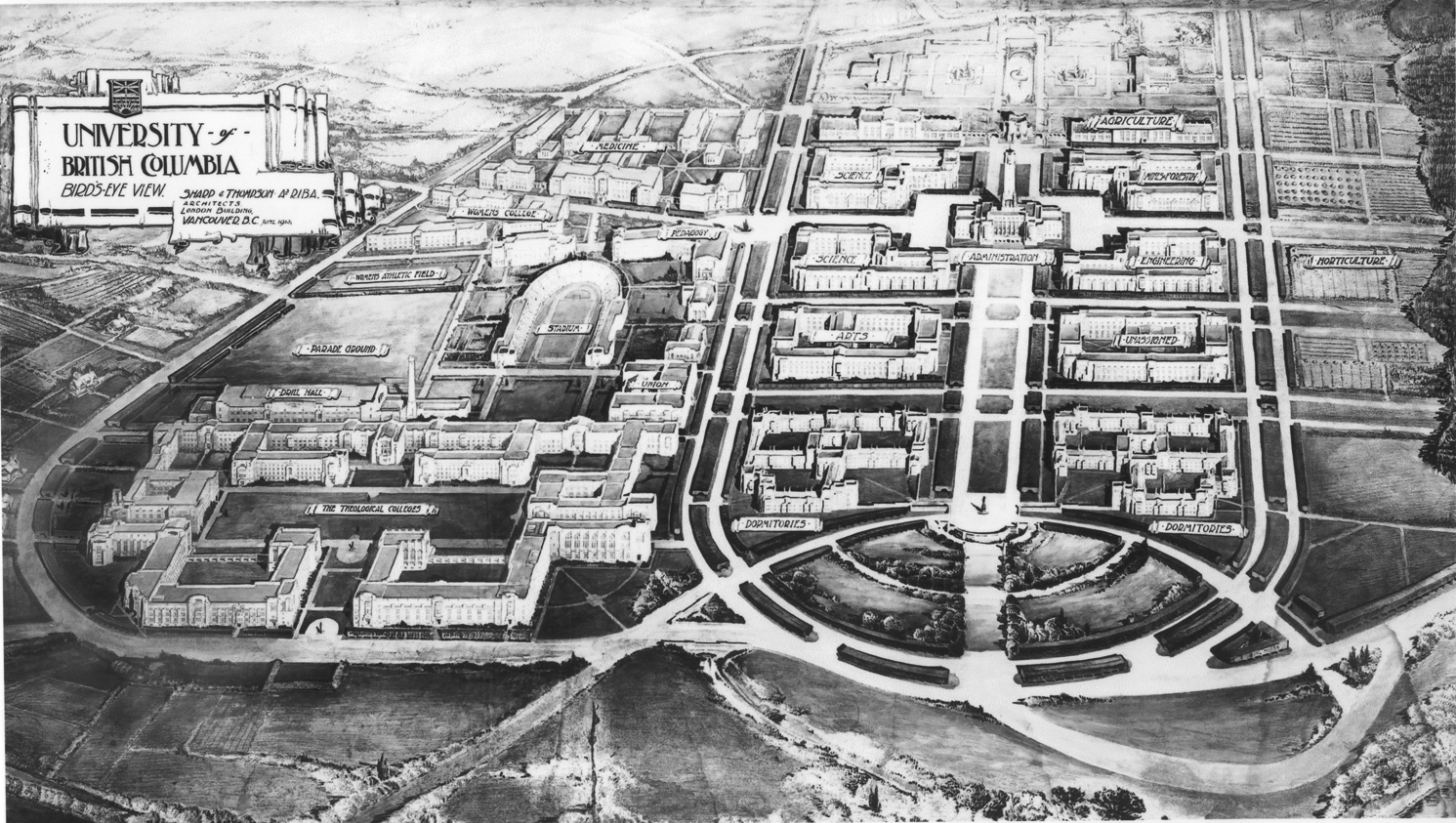
Plano original de 1914 del campus de la UBC, por los arquitectos Sharp y Thompson.

En 1877, seis años después de la adhesión de Columbia Británica a Canadá, el Superintendente de Educación, John Jessop, presentó una propuesta para la creación de una universidad provincial. La legislatura provincial aprobó en 1890 una "Ley relativa a la Universidad de Columbia Británica" (An Act Respecting the University of British Columbia), pero surgieron desacuerdos sobre si la universidad debía construirse en la isla de Vancouver o en el continente.
La Ley de la Universidad de Columbia Británica de 1908 convocó formalmente una universidad provincial, aunque no se especificó su ubicación. La gobernanza siguió el modelo de la Universidad de Toronto provincial. de 1906, que creó un sistema bicameral de gobierno universitario formado por un senado (profesorado), responsable de la política académica, y una junta de gobernadores (ciudadanos) que ejercía el control exclusivo de la política financiera y tenía autoridad formal en el resto de asuntos. El presidente, nombrado por la junta, debía servir de enlace entre ambos órganos y ejercer el liderazgo institucional. La Ley constituía un senado de veintiún miembros con Francis Carter-Cotton, de Vancouver, como rector.
Antes de la Ley de Universidades, había habido varios intentos de crear una universidad que otorgara títulos con la ayuda de las universidades de Toronto y McGill. El Columbian College de New Westminster, a través de su afiliación a la Victoria College de la Universidad de Toronto, empezó a ofrecer créditos de nivel universitario a principios de siglo, pero McGill pasó a dominar la enseñanza superior a principios del siglo XX.

Sobre la base de una exitosa afiliación entre las escuelas secundarias de Vancouver y Victoria con la Universidad McGill, Henry Marshall Tory ayudó a establecer el Colegio Universitario McGill de Columbia Británica. De 1906 a 1915, McGill BC (como se llamaba) funcionó como una institución privada que ofrecía los primeros años para obtener un título en la Universidad McGill o en otro lugar. La Medalla Henry Marshall Tory fue establecida en 1941 por Tory, presidente fundador de la Universidad de Alberta y del Consejo Nacional de Investigación de Canadá, y cofundador de la Universidad de Carleton. 

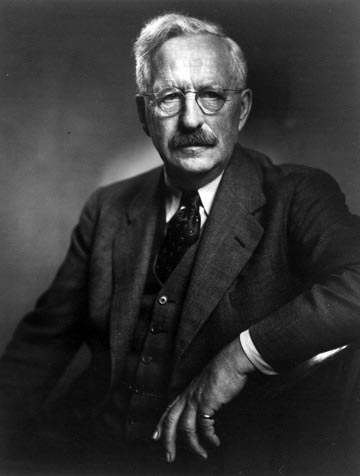
Henry Marshall Tory

Mientras tanto, se hicieron llamamientos al Gobierno para que reactivara la legislación anterior sobre una institución provincial, lo que dio lugar a la Ley de Dotación Universitaria de 1907 y a la Ley de Universidades de 1908. En 1910 se eligió el emplazamiento de Point Grey, y el gobierno nombró presidente al Dr. Frank Fairchild Wesbrook en 1913, y decano de Agricultura a Leonard Klinck en 1914. El declive de la economía y el estallido de la guerra en agosto de 1914 obligaron a la universidad a posponer los planes de construcción en Point Grey y, en su lugar, el antiguo emplazamiento del McGill University College en Fairview se convirtió en la sede de la universidad hasta 1925. El primer día de clases, el 30 de septiembre de 1915, la nueva universidad independiente absorbió al McGill University College. La Universidad de Columbia Británica otorgó sus primeros títulos en 1916, y Klinck se convirtió en el segundo presidente en 1919, cargo que ocupó hasta 1944.
En 1917 Evlyn Fenwick Farris se convirtió en la primera mujer de Canadá en ser nombrada miembro de la junta de gobierno de una universidad, gobernadora fundadora de la UBC. También fue la primera mujer en ser nombrada miembro del Senado de la UBC.  Activa en su formación, el Club de Mujeres Universitarias de Vancouver consideraba a la UBC como su "ahijada".

### Mudanza a Point Grey
La Primera Guerra Mundial dominó la vida del campus y el cuerpo estudiantil fue "diezmado" por los alistamientos para el servicio activo, con trescientos estudiantes varones de la UBC sólo en la Compañía "D". Al final de la guerra se habían alistado 697 miembros masculinos de la universidad. Se graduaron 109 estudiantes en las tres congregaciones de tiempos de guerra, todos menos uno en la Facultad de Artes y Ciencias.
En 1920, la universidad sólo tenía tres facultades: Artes, Ciencias Aplicadas y Agricultura (con los departamentos de Agronomía, Ganadería, Lechería, Horticultura y Avicultura). Sólo otorgaba los títulos de Bachelor of Arts (BA), Bachelor of Applied Science (BASc) y Bachelor of Science in agriculture (BSA). En la sesión de invierno de 1920-21 había 576 estudiantes varones y 386 mujeres, pero solo 64 miembros del personal académico, entre ellos 6 mujeres.
A principios del siglo XX, la educación profesional se expandió más allá de los campos tradicionales de la teología, el derecho y la medicina. Aunque la UBC no ofrecía títulos en estos campos, comenzó a ofrecer títulos en nuevas áreas profesionales como ingeniería, agricultura, enfermería y enseñanza escolar. También introdujo la formación de posgrado basada en el modelo estadounidense de inspiración alemana de cursos especializados y la realización de una tesis de investigación, con estudiantes que obtenían títulos de máster en ciencias naturales, ciencias sociales y humanidades.
En 1922, los 1200 estudiantes se embarcaron en la campaña "Construir la Universidad". Los estudiantes marcharon por las calles de Vancouver para llamar la atención sobre su difícil situación, conseguir el apoyo popular y avergonzar al gobierno. Se presentaron 56.000 firmas en la legislatura en apoyo de la campaña, que finalmente tuvo éxito. El 22 de septiembre de 1925 comenzaron las clases en el nuevo campus de Point Grey. A excepción de la biblioteca y los edificios de Ciencias y Power House, todos los edificios del campus eran construcciones provisionales. Los estudiantes construyeron dos campos de juego, pero la universidad no tenía dormitorios ni centro social. Aun así, la universidad siguió creciendo a un ritmo constante.
Sin embargo, pronto empezaron a sentirse los efectos de la depresión. El gobierno provincial, del que la universidad dependía en gran medida, recortó drásticamente la subvención anual. En 1932-33, los salarios se redujeron hasta un 23%. Los puestos quedaron vacantes y algunos profesores perdieron su empleo. Se suprimieron la mayoría de los cursos de postgrado. En 1935, la universidad creó el Departamento de Extensión. Justo cuando las cosas empezaban a mejorar, comenzó la Segunda Guerra Mundial y Canadá declaró la guerra el 10 de septiembre de 1939. Poco después, el presidente de la universidad, Klinck, escribió:
Desde el día de la declaración de guerra, la Universidad ha estado dispuesta a poner a disposición del Gobierno toda la ayuda posible en forma de laboratorios, equipos y personal capacitado, en la medida en que tal acción sea coherente con el mantenimiento de unos niveles de instrucción razonablemente eficientes. Hacer menos sería impensable.
Las fuertes lluvias y el deshielo erosionaron un profundo barranco en el extremo norte del campus, en el Grand Campus Washout de 1935. El campus carecía de desagües pluviales y la escorrentía superficial bajaba por un barranco hasta la playa. Cuando la universidad excavó una zanja para drenar las inundaciones de la avenida de la Universidad, el torrente de agua empinó el barranco y lo erosionó a una velocidad de 10 pies (3 m) por hora. El barranco resultante acabó consumiendo unas 100 000 yardas cúbicas (76 455 m3), dos puentes y edificios cercanos al Graham House. La universidad permaneció cerrada durante cuatro días y medio. Después, el barranco se rellenó con escombros de un desprendimiento cercano, y hoy sólo quedan rastros visibles.
El entrenamiento militar en el campus se hizo popular y luego obligatorio. La Segunda Guerra Mundial supuso la primera aportación de dinero del Gobierno federal a la universidad con fines de investigación. Esto sentó las bases para futuras becas de investigación del gobierno federal de Canadá.

## Campus de Vancouver
El campus ofrece algunas de las atracciones más populares de la ciudad como el Museo de Antropología, el Chan Centre for the Performing Arts y el UBC Botanical Garden and Centre for Plant Research. El jardín botánico, el primer departamento de UBC, tiene una colección de más de 8000 tipos de plantas utilizadas para la investigación, conservación y educación.

### Bibliotecas, archivos y galerías
La UBC tiene la segunda biblioteca más grande de todo Canadá con más de 5.6 millones de libros y revistas. Una lista de algunas de las bibliotecas que se encuentran en la UBC son David Lam Management Research Library, Irving K. Barber Learning Centre, Koerner Library, Law Library, y Woodword Library. El año 2015 marca el 100 aniversario de la UBC Biblioteca y programación especial ha sido desarrollada para conmemorar la ocasión.

### Residencias
La universidad tiene muchas residencias para los estudiantes. Las residencias se llaman Walter Gage Residence, Marine Drive Residence, Ponderosa Commons, Fairview Crescent, Fraser Hall, Ritsumeikan, Thunderbird y las tres residencias para los estudiantes de primer año se llaman Totem Park, Place Vanier y Orchard Commons. Además existen dos residencias de posgrado (o colegios mayores), Green College, Universidad de Columbia Británica y St. John's College, Universidad de Columbia Británica.

### Periódico
El periódico official estudiantil se llama The Ubyssey.
Radio
UBC tiene una estación de radio CiTR 101.9FM. Empezó en el año 1982. La estación está disponible por la red en 7 lenguas, y también por pódcast.

### Deportes
UBC tiene 26 deportes competitivos masculinos y femeninos. Por ejemplo el baloncesto y fútbol americano. La mascota oficial es Thunderbirds.

## Campus de Okanagan
El Campus de Okanagan, está situado en el antiguo Campus Norte de Kelowna Okanagan University College, cerca del Aeropuerto Internacional de Kelowna en el lado noreste de Kelowna, Columbia Británica.

## Vida estudiantil

### Representación estudiantil
La Alma Mater Society of the University of British Columbia, o AMS, representa a los estudiantes universitarios de la UBC dentro del campus de Vancouver. El mandato de la sociedad es mejorar la calidad de vida educativa, social y personal de los estudiantes de la UBC. El AMS presiona a la administración de UBC en nombre del cuerpo estudiantil, brinda servicios como el Plan de salud y dental AMS / GSS, apoya y administra clubes de estudiantes y mantiene el Student Union Building (también conocido como SUB) y los servicios que alberga. Existe una circunscripción (sociedad de pregrado) dentro de cada escuela y facultad de la universidad y actúa como subsidiaria de la AMS dentro de esas escuelas y facultades.
La Sociedad de Estudiantes de Posgrado (GSS), que opera como una entidad independiente, representa a los estudiantes de posgrado. Un consejo que representa a cada programa de posgrado y un ejecutivo elegido por los estudiantes de posgrado en su conjunto gobierna el GSS.
La universidad también ha elegido representantes estudiantiles que forman parte, como miembros votantes, de la junta de gobernadores (tres representantes estudiantiles) y el senado académico (18 representantes estudiantiles), como se establece en la Ley de la Universidad de Columbia Británica. Si bien la universidad es el organismo oficial que elige a los estudiantes, la universidad delega estas elecciones representativas a la AMS.
En el campus de Okanagan, la Unión de Estudiantes de Okanagan, o UBCSUO, es la representación electa del cuerpo estudiantil. Compuesto por una junta directiva y un equipo ejecutivo, la UBCSUO ejerce presión sobre la administración y el gobierno provincial en nombre del cuerpo estudiantil, administra el plan de salud y dental para estudiantes, y organiza programas sociales durante todo el año. Las Oficinas de la Unión de Estudiantes están ubicadas dentro del Edificio del Centro Universitario. A raíz de la pandemia de COVID-19, SUO inició el Programa de becas de emergencia que apoyó a los estudiantes de UBC con casi $1 000 000 en fondos de emergencia.